# McLeod Lake
McLeod Lake är en sjö i Kanada.   Den ligger i provinsen Alberta, i den centrala delen av landet, 3 000 km väster om huvudstaden Ottawa. McLeod Lake ligger 850 meter över havet. Arean är 3,1 kvadratkilometer. Den sträcker sig 2,0 kilometer i nord-sydlig riktning, och 2,6 kilometer i öst-västlig riktning.
I omgivningarna runt McLeod Lake växer i huvudsak blandskog. Trakten runt McLeod Lake är nära nog obefolkad, med mindre än två invånare per kvadratkilometer.